# لیگ قهرمانان والیبال اروپا ۱۵–۲۰۱۴

لیگ قهرمانان والیبال اروپا ۱۵-۲۰۱۴ (انگلیسی: 2014–15 CEV Champions League) پنجاه و دومین دوره این رقابت‌ها بود که از نوامبر ۲۰۱۴ تا آوریل ۲۰۱۵ به میزبانی برلین برگزار شد. زنیت کازان قهرمان این دوره لیگ قهرمانان شد.

## تیم‌های شرکت کننده
| رتبه | کشور      | تعداد تیم | تیم                                                   |
| ---- | --------- | --------- | ----------------------------------------------------- |
| ۱    | ایتالیا   | ۳         | لوبه بانکا ماچراتا سر سفاتی پروجا کوپرا پیاچنزا       |
| ۲    | لهستان    | ۳         | اسکرا بلچاتوف رسوویا ژشوف یزچمبسکی ونگل               |
| ۳    | روسیه     | ۲+۱       | زنیت کازان لوکوموتیو نووسیبیرسک بلوگوری بلگورود (W/C) |
| ۴    | ترکیه     | ۲         | هالک بانک فنرباغچه                                    |
| ۵    | بلژیک     | ۲+۱       | کناک روزلار آنتورپ نولیکو مازک (W/C)                  |
| ۶    | آلمان     | ۲         | ریسایکلینگ برلین اشتوتگارت فریدریشسهافن               |
| ۷    | فرانسه    | ۲         | تور پاریس                                             |
| ۸    | یونان     | ۱         | المپیاکوس پیره                                        |
| ۹    | اتریش     | ۱+۱       | هوپو تیرول اینسبروک پوسویلنیکا ایچ دوب (W/C)          |
| ۱۰   | رومانی    | ۱         | تومیس کنستانتا                                        |
| ۱۱   | صربستان   | ۰۱        | –                                                     |
| ۱۲   | اسلوونی   | ۱         | آچ لیوبلیانا                                          |
| ۱۳   | اسپانیا   | ۱         | تروئل                                                 |
| ۱۴   | بلغارستان | ۱         | مارک اونیون اوکونی دوپنیتسا                           |
| ۱۵   | جمهوری چک | ۱         | یهستروی چسکه بودیوویتسه                               |
| ۱۶   | مونته‌نگرو | ۱         | بودوانسکا ریویرا بودوا                                |
| ۱۷   | سوئیس     | ۰+۱       | دراگونز لوگانو (W/C)                                  |

## یک چهارم نهایی
- سازمان:  باشگاه شارلوتنبرگ برلین
- سالن:  مکس اشملینگ هاله, برلین, آلمان
- زمان اروپای مرکزی (یوتی‌سی ۱:۰۰+) ساعت تابستانی اروپای مرکزی (یوتی‌سی ۲:۰۰+).

|  | نیمه نهایی        | نیمه نهایی        |   |                  | فینال             | فینال |  |
|  |                   |                   |   |                  |                   |       |  |
|  | ۲۸ مارس           |                   |   |                  |                   |       |  |
|  | زنیت کازان        | ۳                 |   |                  |                   |       |  |
|  | شارلوتنبرگ برلین  | ۱                 |   |                  |                   |       |  |
|  |                   |                   |   |                  |                   |       |  |
|  |                   |                   |   |                  | ۲۹ مارس           |       |  |
|  |                   |                   |   |                  | زنیت کازان        | ۳     |  |
|  |                   | آسیکو رسوویا ژشوف | ۰ |                  |                   |       |  |
|  |                   |                   |   |                  |                   |       |  |
|  |                   |                   |   |                  |                   |       |  |
|  |                   |                   |   |                  | مسابقه سوم-چهارمی |       |  |
|  | ۲۸ مارس           | ۲۸ مارس           |   | ۲۹ مارس          | ۲۹ مارس           |       |  |
|  | آسیکو رسوویا ژشوف | ۳                 |   | شارلوتنبرگ برلین | ۳                 |       |  |
|  | اسکرا بلچاتوف     | ۰                 |   |                  | اسکرا بلچاتوف     | ۲     |  |

### نیمه نهایی
| تاریخ   | ساعت  |                   | امتیاز |                  | ست ۱  | ست ۲  | ست ۳  | ست ۴  | ست ۵ | مجموع | گزارش  |
| ------- | ----- | ----------------- | ------ | ---------------- | ----- | ----- | ----- | ----- | ---- | ----- | ------ |
| ۲۸ مارس | ۱۷:۰۰ | زنیت کازان        | ۳–۱    | شارلوتنبرگ برلین | ۲۶–۲۴ | ۲۱–۲۵ | ۲۵–۲۲ | ۲۵–۱۵ |      | ۹۷–۸۶ | Report |
| ۲۸ مارس | ۲۰:۰۰ | آسیکو رسوویا ژشوف | ۳–۰    | اسکرا بلچاتوف    | ۲۵–۲۳ | ۲۵–۲۳ | ۲۵–۲۲ |       |      | ۷۵–۶۸ | Report |

### سومی
| تاریخ   | ساعت  |                  | امتیاز |               | ست ۱  | ست ۲  | ست ۳  | ست ۴  | ست ۵  | مجموع   | گزارش  |
| ------- | ----- | ---------------- | ------ | ------------- | ----- | ----- | ----- | ----- | ----- | ------- | ------ |
| ۲۹ مارس | ۱۳:۰۰ | شارلوتنبرگ برلین | ۳–۲    | اسکرا بلچاتوف | ۲۵–۲۱ | ۱۹–۲۵ | ۲۵–۲۰ | ۲۶–۲۸ | ۲۳–۲۱ | ۱۱۸–۱۱۵ | Report |

### فینال
| تاریخ   | ساعت  |            | امتیاز |             | ست ۱  | ست ۲  | ست ۳  | ست ۴ | ست ۵ | مجموع | گزارش  |
| ------- | ----- | ---------- | ------ | ----------- | ----- | ----- | ----- | ---- | ---- | ----- | ------ |
| ۲۹ مارس | ۱۵:۴۵ | زنیت کازان | ۳–۰    | رسوویا ژشوف | ۲۵–۲۲ | ۲۵–۲۳ | ۲۵–۲۱ |      |      | ۷۵–۶۶ | Report |

## رده بندی نهایی
| رده | تیم               |
| --- | ----------------- |
| 1   | زنیت کازان        |
| 2   | آسیکو رسوویا ژشوف |
| 3   | شارلوتنبرگ برلین  |
| ۴   | اسکرا بلچاتوف     |

| ۱۵–۲۰۱۴ قهرمان باشگاه‌های اروپا |
| ------------------------------ |
| زنیت کازان سومین عنوان         |

| ترکیب ۱۴ نفره در فینال |
| مت اندرسون, نیکولای آپالیکوف, ایوان دماکوف, اوگنی سیوژلز, تئودور سالپاروف, سعید معروف, ویلفردو لئون, آندری آشچف, ویکتور پلتیف, ایگور کوبزار, الکاساندر گوتسالیوک, الکسی اسپریدونوف, ولادیسلاو بابیچف, ماکسیم میخائیلوف |
| سرمربی |
| ولادیمیر الکنو |

## جوایز
| - باارزش‌ترین بازیکن ویلفردو لئون (زنیت کازان) - بهترین پاسور فابین دژیزگا (رسوویا ژشوف) - بهترین دریافت کننده‌های قدرتی ویلفردو لئون (زنیت کازان) فاکوندو کونته (اسکرا بلچاتوف) | - بهترین مدافع‌های میانی پیوتر نواکوفسکی (رسوویا ژشوف) راب بونتیه (شارلوتنبرگ برلین) - بهترین اسپکر ماکسیم میخائیلوف (زنیت کازان) - بهترین لیبرو تئودور سالپاروف (زنیت کازان) - جایزه بازی جوانمردانه اسکات توزینسکی (شارلوتنبرگ برلین) |